# Краснов, Иван Иванович (геолог)
Ива́н Ива́нович Красно́в (10 февраля 1906, Санкт-Петербург, Российская империя — 9 марта 2003, Санкт-Петербург, Россия) — советский учёный-геолог, геоморфолог, стратиграф, специалист по картографированию четвертичных отложений и геоморфологической картографии. Почётный член Международного союза по изучению четвертичного периода (ИНКВА) (1987).

## Биография
И. И. Краснов родился в Санкт-Петербурге 10 февраля 1906 года в семье врача. Его детские годы прошли в Удельной — ближнем пригороде Санкт-Петербурга, вскоре семья поселилась в посёлке Озерки. Участвовал в школьных загородных экскурсиях, а затем в качестве рабочего в Олонецкой экспедиции по изучению рельефа и четвертичных отложений Карелии. В 1924 году окончил Лесное коммерческое училище и стал студентом Географического института, который вошёл в 1925 году в состав Ленинградского университета. Начал трудовую деятельность в 1928 году ещё студентом географического факультета  в должности научно-технического сотрудника четвертичной комиссии Академии наук в период подготовки отечественными геологами под руководством С. Я Яковлева и В. А. Обручева 2-го Конгресса ИНКВА. После окончания университета (кафедра геоморфологии) в 1929 году он был направлен на работу в Ленинградский районный геологоразведочный трест, где вёл съёмку четвертичных отложений и проводил исследования ленточных глин, а в январе 1933 году зачислен в штат ЦНИГРИ-ВСЕГЕИ, где занимал должности геолога бюро по составлению Международной четвертичной карты Европы, начальника геологических партий, экспедиций, заведующего кабинетом аэрометодов, сектором Восточной Сибири.
В 1937 году Иван Иванович присоединился к археологической экспедиции Б. Ф. Землякова, исследовавшей Рыбачий полуостров. Проведённые работы помогли воссоздать древнюю историю полуострова. Они показали ранее освоение людьми столь северной территории и существование на Кольском полуострове памятников различных эпох арктического палеолита (мезолита), неолита и раннего металла.
12 октября 1938 года был арестован по обвинению в шпионаже в пользу Персии, содержался в заключении на Литейном проспекте, и в тюрьме № 1 — в Крестах. Освобождён 8 июня 1939 года по справке в связи с прекращением дела за недоказанностью обвинения, восстановлен на работе без перерыва стажа.
Начиная с 1940 года вёл работы по поискам алмазов на Урале, затем в Восточной Сибири, где возглавлял Тунгусско-Ленскую экспедицию, которая выполняла региональные геологические и геоморфологические исследования на Сибирской платформе. Руководил составлением обзорных карт Сибирской платформы, в том числе первой карты прогноза алмазоносности с отображением зон вероятного распространения алмазоносных кимберлитов в бассейне среднего течения рек
Вилюй и Марха. В этих местах впоследствии были выявлены крупные месторождения алмазов.
И. И. Краснов более 60 лет работал во ВСЕГЕИ и последние годы являлся главным научным сотрудником этого института. Умер в 2003 году, захоронен на Шуваловском кладбище.

## Научная деятельность
В 1941 году Иван Иванович защитил кандидатскую диссертацию. В 1969 году Краснов И. И. представил доклад «Теория палеоклиматической ритмичности и её значение как основы стратиграфии и картирования четвертичных отложений» и по совокупности выполненных и опубликованных работ ему была присвоена учёная степень доктора геолого-минералогических наук .
С 1932 по 1982 — участник семи международных конгрессов ИНКВА.
Как соавтор и редактор Иван Иванович участвовал в подготовке и издании обобщающих трудов по геологии Сибирской платформы и геоморфологической карты этого региона в масштабе 1:1 500 000 (1959). Для этой карты им впервые разработана детальная классификация и таксономия морфоструктур с отражением не только их генезиса, но и возраста, что вносило вклад в методологию геоморфологического картографирования. Под его руководством были созданы карты четвертичных отложений Западно-Сибирской низменности и Восточно-Европейской равнины масштаба 1:1 500 000 (1961, 1971), карта четвертичных отложений СССР и геоморфологическая карта СССР в масштабе 1:5 000 000 (1961). Для карты четвертичных отложений
Евразии масштаба 1:5 000 000 (1983) И. И. Краснов
подготовил авторский макет карты для территории Европы с учётом новейших картографических и литературных материалов. И. И. Краснов совместно с сотрудниками ГИН АН СССР разработал хроностратиграфическую схему верхнеплиоценовых и четвертичных отложений СССР, основанную на палеоклиматической ритмичности, био- и магнитостратиграфии и радиологических данных.
Иван Иванович принимал участие в создании монографии «Стратиграфия СССР. Четвертичная система» (совместный труд сотрудников
ВСЕГЕИ и лаборатории четвертичной геологии
ГИН АН СССР, 1982, 1984 гг.), где был ответственным редактором 2-го полутома, содержащего региональное описание четвертичных отложений.
Занимаясь вопросами расчленения и объёма
антропогена, классификации и номенклатуры
стратиграфических подразделений, И. И. Краснов,
первым из отечественных исследователей, применил для решения этих проблем и вопросов
корреляции астрономические данные по кривым
солнечной радиации.
В последние годы И. И. Краснов с коллективом
сотрудников ВСЕГЕИ подготовил новую карту
четвертичных отложений России, которая издана
под его редакцией в 2000 году — к 300-летию горно-геологической службы России.
В 1957 году И. И. Красновым с соавторами была составлена схематическая карта четвертичных отложений СССР с элементами палеогеографии к статье «Четвертичный период» (БСЭ, 2-е изд., т. 47). В энциклопедическом справочнике 1992 года «Санкт-Петербург. Петроград. Ленинград» помещён очерк Ивана Ивановича о геологическом строении и рельефе территории г. Ленинграда и окрестностей с приложением геоморфологической карты.
Заслуженный Соросовский профессор. Почётный председатель комиссии Межведомственного стратиграфического комитета по четвертичной системе.

## Публикации
Автор научных публикаций, среди них:
- Стратиграфический кодекс / сост. Ю. Р. Беккер, А. И. Жамойда, О. П. Ковалевский, И. И. Краснов, М. С. Месежников, А. И. Моисеева, В. И. Яркин. — 2-е изд., доп. — СПб.: ВСЕГЕИ, 1992. — 120 с.
- Санкт-Петербург. Петроград. Ленинград. — М.: Научное издательство «Большая Российская Энциклопедия», 1992. — 687 с. — ISBN 5-85270-037-1.
- Стратиграфия СССР. Четвертичная система / отв. ред. И. И. Краснов. — М.: Недра, 1984. — Т. 14. Полутом 2. — 556 с.
- Краткое полевое руководство по комплексной геологической съёмке четвертичных отложений / сост. Н. И. Апухтин, Т. Б. Богрецова, С. Г. Боч, Г. С. Ганешин, Л. В. Голубева, В. И. Громов, И. И. Краснов, Б. М. Михайлов, К. В. Никифорова, Н. И. Николаев, И. М. Покровская, В. В. Попов, Р. Н. Принц, Э. И. Равский, Е. В. Шанцер, С. В. Эпштейн, С. В. Яковлева. — М.: Издательство Академии наук СССР, 1957. — 202 с.

Статьи
- Краснов И. И., Арсланов X. А., Казарцева Т. И., Тертычная Т. В., Чернов С. Б., Плешивцева Э.С. Опорный разрез верхнеплейстоценовых отложений в Приневской низменности в карьере Келколово // Региональная геология и металлогения. — 1995. — № 4. — С. 88—99. — ISSN 0869-7892.
- Боч С. Г., Краснов И. И. К вопросу о границе максимального четвертичного оледенения в пределах Уральского хребта в связи с наблюдениями над нагорными террасами // Бюллетень Комиссии по изучению четвертичного периода. — 1946. — № 8. — С. 46—72. — ISSN 0366-0909.

## Семья
Отец: Иван Евдокимович Краснов — зубной врач;
Жена: Ольга Ивановна Никифорова (1905—1994) — специалист стратиграф-палеонтолог, доктор геолого-минералогических наук;
Сын: Андрей Иванович Краснов (род. 1931) — специалист в области аэрогеофизики, кандидат геолого-минералогических наук;
Дочь: Наталья Ивановна Краснова (род. 1941) — кандидат геолого-минералогических наук;
Внук: Константин Андреевич Краснов (род. 1963) — кандидат химических наук;
Внук: Иван Андреевич Краснов (род. 1967) — кандидат исторических наук.

## Награды и премии
- За научные и практические достижения в области геологии награждён Орденом Трудового Красного Знамени (1951)[20].
- За открытие и разведку месторождения алмазов кимберлитовая трубка Нюрбинская в Республике Саха (Якутия) посмертно награждён нагрудным знаком «Первооткрыватель месторождения» (2017)[21].
- За большой вклад в развитие отечественной геологии и укрепление минерально-сырьевой базы страны присвоено звание «Почётный разведчик недр» (1982)[20].